# Goya 2007
Die 21. Verleihung des Goya fand am 28. Januar 2007 im Palacio Municipal de Congresos in Madrid statt. Der wichtigste spanische Filmpreis wurde in 28 Kategorien vergeben. Als Gastgeber führte der Schauspieler und Regisseur José Corbacho durch den Abend.
Die 14-fach nominierte Tragikomödie Volver – Zurückkehren des renommierten und weltweit anerkannten Filmemachers Pedro Almodóvar, dessen Filme Frauen am Rande des Nervenzusammenbruchs und Alles über meine Mutter bereits die Trophäe in der Hauptkategorie erhalten hatten, gewann als bester Film und in vier weiteren Kategorien. Besonders die bereits bei den 59. Filmfestspielen von Cannes ausgezeichnete, weibliche Besetzung des Films fand Berücksichtigung; vier Schauspielerinnen des Ensembles wurden mit Nominierungen bedacht, Penélope Cruz als beste Hauptdarstellerin und Carmen Maura als beste Nebendarstellerin konnten sich schließlich durchsetzen. Maura erhielt damit den vierten Goya in ihrer Karriere. Mit dreizehn Nominierungen ebenfalls als Favorit gehandelt wurde der Fantasyfilm Pans Labyrinth des Mexikaners Guillermo del Toro mit Ivana Baquero, Maribel Verdú und Sergi López in den Hauptrollen. Der Film, der bei der Oscarverleihung 2007 als Bester fremdsprachiger Film und in fünf weiteren Kategorien nominiert war, siegte in sieben (überwiegend technischen) Kategorien und war damit das erfolgreichste Werk der 21. Goya-Verleihung.
Bei der Bekanntgabe der Nominierungen am 18. Dezember 2006 war Agustín Díaz Yanes’ Abenteuerfilm Alatriste mit 15 Nennungen der erfolgreichste. Die Verfilmung einer Romanreihe von Arturo Pérez-Reverte mit Viggo Mortensen in der Hauptrolle war mit einem Budget von 28 Millionen US-Dollar der bis dahin teuerste spanischsprachige Film. Alatriste konnte sich zwar auch in der wichtigsten Kategorie Bester Film Hoffnungen machen, siegte aber am Ende nur in drei weniger bedeutenden Kategorien. Das vierte Werk, das in der Kategorie Bester Film konkurrierte, war Manuel Huergas Verfilmung von Salvador Puig Antichs Leben, Salvador – Kampf um die Freiheit. Hauptdarsteller in dem elffach nominierten Drama ist der deutsche Schauspieler Daniel Brühl, der fließend Spanisch spricht, da seine Mutter katalanischen Ursprungs ist. Der Film konnte sich letztlich in der Kategorie Bestes adaptiertes Drehbuch durchsetzen.
Während sich Stephen Frears’ Biografie der britischen Königin, Die Queen, als bester europäischer Film behaupten konnte, gewann Los manos des Argentiniers Alejandro Doria in der Kategorie Bester ausländischer Film in spanischer Sprache. Als einziger Preisträger stand bereits im Vorfeld der Produktionsmanager Tadeo Villalba fest, der diese Tätigkeit unter anderem bei Ay Carmela! – Lied der Freiheit ausübte; er erhielt den Ehren-Goya.

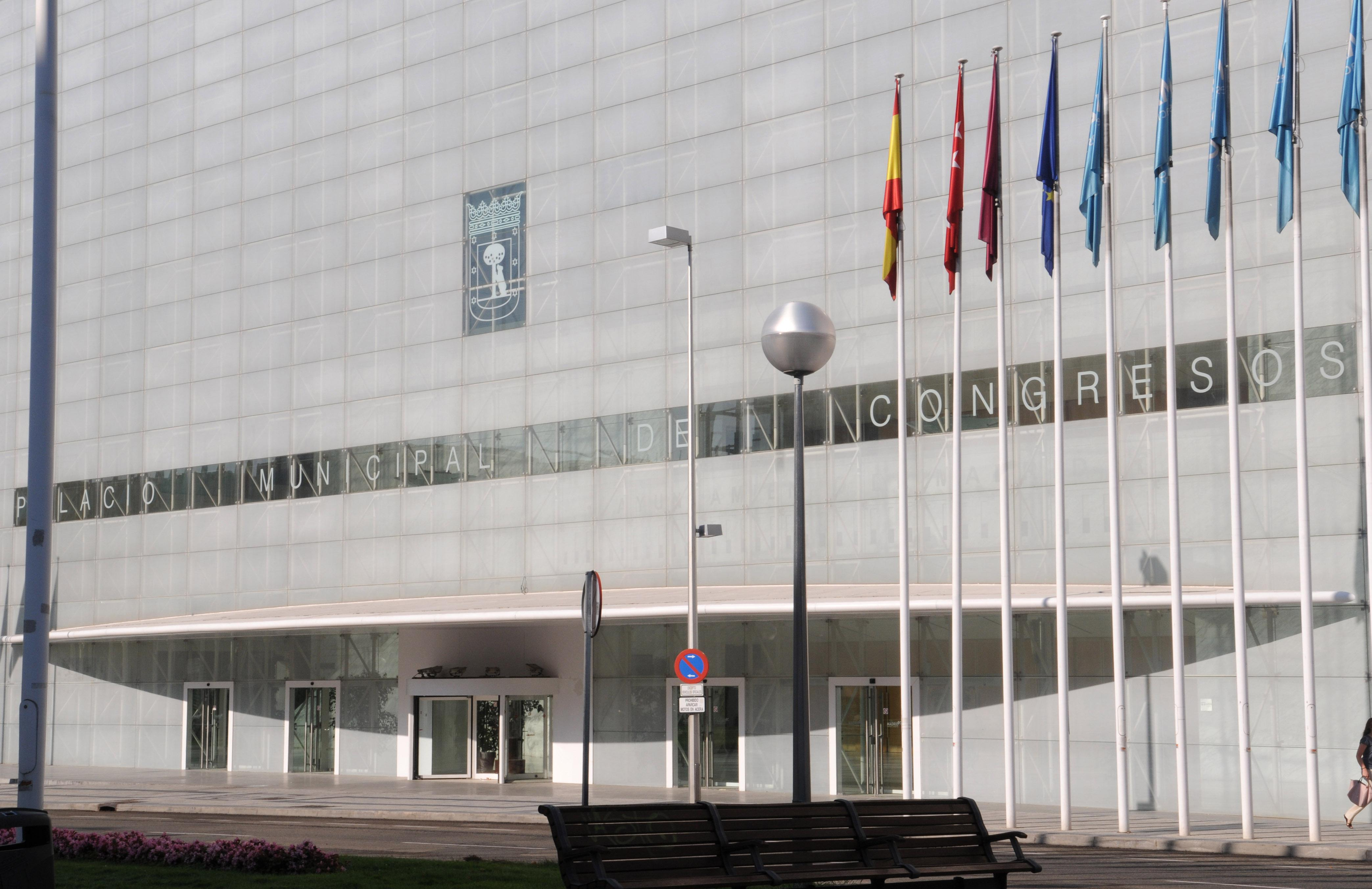
Der Palacio Municipal de Congresos, der Veranstaltungsort der Verleihung

## Gewinner und Nominierte
| Statistik (Filme mit mehr als einer Nominierung) N=Nominierung; A=Auszeichnung |    |   |
| Film                                                                           | N  | A |
| Alatriste                                                                      | 15 | 3 |
| Volver – Zurückkehren                                                          | 14 | 5 |
| Pans Labyrinth                                                                 | 13 | 7 |
| Salvador – Kampf um die Freiheit                                               | 11 | 1 |
| Dunkelblaufastschwarz                                                          | 6  | 3 |
| Die Borgias                                                                    | 4  | 0 |
| La educación de las hadas                                                      | 3  | 1 |
| Die Nacht der Sonnenblumen                                                     | 3  | 0 |
| Goyas Geister                                                                  | 3  | 0 |
| Vete de mí                                                                     | 2  | 1 |
| El camino de los ingleses                                                      | 2  | 0 |
| El próximo Oriente                                                             | 2  | 0 |

### Bester Film (Mejor película)
Volver – Zurückkehren (Volver) – Regie: Pedro Almodóvar
- Alatriste – Regie: Agustín Díaz Yanes
- Pans Labyrinth (El laberinto del fauno) – Regie: Guillermo del Toro
- Salvador – Kampf um die Freiheit (Salvador (Puig Antich)) – Regie: Manuel Huerga

### Beste Regie (Mejor dirección)
Pedro Almodóvar – Volver – Zurückkehren (Volver)
- Agustín Díaz Yanes – Alatriste
- Guillermo del Toro – Pans Labyrinth (El laberinto del fauno)
- Manuel Huerga – Salvador – Kampf um die Freiheit (Salvador (Puig Antich))

### Beste Nachwuchsregie (Mejor dirección novel)
Daniel Sánchez Arévalo – Dunkelblaufastschwarz (AzulOscuroCasiNegro)
- Carlos Iglesias – Ein Franken sind 14 Peseten (Un franco, 14 pesetas)
- Javier Rebollo – Lo que sé de Lola
- Jorge Sánchez Cabezudo – Die Nacht der Sonnenblumen (La noche de los girasoles)

### Bester Hauptdarsteller (Mejor actor)
Juan Diego – Vete de mí
- Daniel Brühl – Salvador – Kampf um die Freiheit (Salvador (Puig Antich))
- Sergi López – Pans Labyrinth (El laberinto del fauno)
- Viggo Mortensen – Alatriste

### Beste Hauptdarstellerin (Mejor actriz)
Penélope Cruz – Volver – Zurückkehren (Volver)
- Maribel Verdú – Pans Labyrinth (El laberinto del fauno)
- Marta Etura – Dunkelblaufastschwarz (AzulOscuroCasiNegro)
- Silvia Abascal – La dama boba

### Bester Nebendarsteller (Mejor actor de reparto)
Antonio de la Torre Martín – Dunkelblaufastschwarz (AzulOscuroCasiNegro)
- Juan Echanove – Alatriste
- Juan Diego Botto – Vete de mí
- Leonardo Sbaraglia – Salvador – Kampf um die Freiheit (Salvador (Puig Antich))

### Beste Nebendarstellerin (Mejor actriz de reparto)
Carmen Maura – Volver – Zurückkehren (Volver)
- Ariadna Gil – Alatriste
- Blanca Portillo – Volver – Zurückkehren (Volver)
- Lola Dueñas – Volver – Zurückkehren (Volver)

### Bester Nachwuchsdarsteller (Mejor actor revelación)
Quim Gutiérrez – Dunkelblaufastschwarz (AzulOscuroCasiNegro)
- Alberto Amarilla – El camino de los ingleses
- Javier Cifrián – El próximo Oriente
- Walter Vidarte – Die Nacht der Sonnenblumen (La noche de los girasoles)

### Beste Nachwuchsdarstellerin (Mejor actriz revelación)
Ivana Baquero – Pans Labyrinth (El laberinto del fauno)
- Adriana Ugarte – Cabeza de perro
- Bebe – La educación de las hadas
- Verónica Echegui – Yo soy la Juani

### Bestes Originaldrehbuch (Mejor guion original)
Guillermo del Toro – Pans Labyrinth (El laberinto del fauno)
- Daniel Sánchez Arévalo – Dunkelblaufastschwarz (AzulOscuroCasiNegro)
- Jorge Sánchez-Cabezudo – Die Nacht der Sonnenblumen (La noche de los girasoles)
- Pedro Almodóvar – Volver – Zurückkehren (Volver)

### Bestes adaptiertes Drehbuch (Mejor guion adaptado)
Lluís Alcarazo – Salvador – Kampf um die Freiheit (Salvador (Puig Antich))
- Agustín Díaz Yanes – Alatriste
- Antonio Soler – El camino de los ingleses
- José Luis Cuerda – La educación de las hadas

### Beste Produktionsleitung (Mejor dirección de producción)
Cristina Zumárraga – Alatriste
- Eduardo Santana, Ricardo García und Guido Simonetti – Die Borgias (Los Borgia)
- Bernat Elías – Salvador – Kampf um die Freiheit (Salvador (Puig Antich))
- Toni Novella – Volver – Zurückkehren (Volver)

### Beste Kamera (Mejor fotografía)
Guillermo Navarro – Pans Labyrinth (El laberinto del fauno)
- David Omedes – Salvador – Kampf um die Freiheit (Salvador (Puig Antich))
- José Luis Alcaine – Volver – Zurückkehren (Volver)
- Paco Femenía – Alatriste

### Bester Schnitt (Mejor montaje)
Bernat Villaplana – Pans Labyrinth (El laberinto del fauno)
- Ivá Aledo – Die Borgias (Los Borgia)
- José Salcedo – Alatriste
- Santy Borricón und Aixalà – Salvador – Kampf um die Freiheit (Salvador (Puig Antich))

### Bestes Szenenbild (Mejor dirección artística)
Benjamín Fernández – Alatriste
- Bárbara Pérez Solero und María Stilde Ambruzzi – Die Borgias (Los Borgia)
- Eugenio Caballero – Pans Labyrinth (El laberinto del fauno)
- Salvador Parra – Volver – Zurückkehren (Volver)

### Beste Kostüme (Mejor diseño de vestuario)
Francesca Sartori – Alatriste
- Luciano Capocci – Die Borgias (Los Borgia)
- Yvonne Blake – Goyas Geister (Goya’s Ghosts)
- Bina Daigeler – Volver – Zurückkehren (Volver)

### Beste Maske (Mejor maquillaje y peluquería)
José Quetglas und Blanca Sánchez – Pans Labyrinth (El laberinto del fauno)
- José Luis Pérez – Alatriste
- Ivana Primorac, Susana Sánchez und Manuel García – Goyas Geister (Goya’s Ghosts)
- Ana Lozano und Massimo Gattabrusi – Volver – Zurückkehren (Volver)

### Beste Spezialeffekte (Mejores efectos especiales)
David Martí, Montse Ribé, Reyes Abades, Everett Burrell, Edward Irastorza und Emilio Ruiz del Río – Pans Labyrinth (El laberinto del fauno)
- Reyes Abades und Rafa Solorzano – Alatriste
- Reyes Abades, Félix Berges und Eduardo Díaz – Goyas Geister (Goya’s Ghosts)
- Juan Ramón Molina und Ferran Piquer – Salvador – Kampf um die Freiheit (Salvador (Puig Antich))

### Bester Ton (Mejor sonido)
Miguel Ángel Polo und Martín Hernández – Pans Labyrinth (El laberinto del fauno)
- Pierre Gamet, Dominique Hennequin und Patrice Grisolet – Alatriste
- Alastair Widgery, David Calleja und James Muñoz – Salvador – Kampf um die Freiheit (Salvador (Puig Antich))
- Miguel Rejas, José Antonio Bermúdez, Manolo Laguna und Diego Garrido – Volver – Zurückkehren (Volver)

### Beste Filmmusik (Mejor música original)
Alberto Iglesias – Volver – Zurückkehren (Volver)
- Roque Baños – Alatriste
- Javier Navarrete – Pans Labyrinth (El laberinto del fauno)
- Lluís Llach – Salvador – Kampf um die Freiheit (Salvador (Puig Antich))

### Bester Filmsong (Mejor canción original)
„Tiempo pequeño“ von Bebe und Lucio Godoy – La educación de las hadas
- „Imaginarte“ von Alba Gárate – Dunkelblaufastschwarz (AzulOscuroCasiNegro)
- „Bienvenido a casa“ von Andrés Calamaro, Javier Limón und David Trueba – Bienvenido a casa
- „Shockal fire ashe“ von Juan Bardem und Qazi Abdur Rahim – El próximo Oriente

### Bester Kurzfilm (Mejor cortometraje de ficción)
A ciegas – Regie: Salvador Gómez Cuenca
- Contracuerpo – Regie: Eduardo Chapero-Jackson
- Equipajes – Regie: Toni Bestard
- La guerra – Regie: Luiso Berdejo und Jorge C Dorado
- Propiedad privada – Regie: Ángeles Muñiz Cachón

### Bester animierter Kurzfilm (Mejor cortometraje de animación)
El viaje de Said – Regie: Coke Riobóo
- Another Way to Fly – Regie: Alfredo García Revuelta
- Broken Wire – Regie: Juan Carlos Mostaza
- Hasta la muerte – Regie: Juan Pérez Fajardo
- La noche de los feos – Regie: Manuel González Mauricio

### Bester Dokumentarkurzfilm (Mejor cortometraje documental)
Castañuela 70, el teatro prohibido – Regie: Manuel Calvo und Olga Margallo
- Abandonatii – Regie: Joan Soler Foyé
- Casting – Regie: Koen Suidgeest
- Joe K – Regie: Óscar de Julián
- La serenísima – Regie: Gonzalo Bellester

### Bester Animationsfilm (Mejor película de animación)
Pérez, el ratoncito de tus sueños – Regie: Juan Pablo Buscarini
- De profundis – Regie: Miguelanxo Prado
- El cubo mágico – Regie: Ángel Izquierdo
- Teo, cazador intergaláctico – Regie: Sergio Bayo

### Bester Dokumentarfilm (Mejor película documental)
Cineastas en acción – Regie: Carlos Benpar
- Hécuba, un sueño de pasión – Regie: Arantxa Aguirre und José Luis López-Linares
- Más allá del espejo – Regie: Joaquim Jordà
- La silla de Fernando – Regie: Luis Alegre und David Trueba

### Bester europäischer Film (Mejor película europea)
Die Queen (The Queen), Großbritannien – Regie: Stephen Frears
- Klang der Stille (Copying Beethoven), Deutschland – Regie: Agnieszka Holland
- The Wind That Shakes the Barley, Großbritannien/Irland/Frankreich/Deutschland – Regie: Ken Loach
- Scoop – Der Knüller (Scoop), Großbritannien – Regie: Woody Allen

### Bester ausländischer Film in spanischer Sprache (Mejor película extranjera de habla hispana)
Las manos, Argentinien – Regie: Alejandro Doria
- American Visa, Bolivien – Regie: Juan Carlos Valdivia
- Im Bett (En la cama), Chile – Regie: Matías Bize
- Soñar no cuesta nada, Kolumbien – Regie: Rodrigo Triana

## Ehrenpreis (Goya de honor)
- Tadeo Villalba, spanischer Produktionsleiter und Filmproduzent